# Francesc Peracaula i Masagué
Francesc Peracaula i Masagué (Sant Joan les Fonts, desembre del 1872 - Gelida, 30 d'agost del 1947) va ser músic, compositor i secretari municipal de Gelida.

## Biografia
Estudià a l'Escola Municipal de Música de Barcelona, i el 1892 hi aconseguí l'accèssit al primer premi del curs superior de piano. S'establí a l'Alt Penedès i entre el 1902 i 1931 dirigí la coral gelidenca Societat Coral Artesans. En diverses ocasions va fer de director de conjunts musicals sadurninencs: l'orquestra La Principal de Sant Sadurní el 1902, el Coro Sadurninense el 1927, l'orquestra Unión Sadurninense el 1930. Formà un duet amb Antoni Torelló i Romeu (1873-1953), amb Peracaula tocant el piano i Torelló el violí (1906), i entre els anys 1932 i 1936 tocà en tercet amb els violinistes Domènec Ponsà i Joan Peracaula, fill seu. Compongué una sardana, "Rosa", el 1907. Tingué per deixebles de piano i solfeig els futurs músics gelidencs Joaquim Llopis i Rius i Pere Pallarès i Guilera, pel cap baix.
Va ser secretari municipal de Gelida (del 1902 ó 1903 a novembre del 1936 i del 1939 fins al 1942. Amb Pelegrí Torelló i Borràs (1837-1917), secretari de l'ajuntament de Sant Sadurní d'Anoia, publicà el llibre Gelida, notes pera sa història tretes dels arxius de l'iglésia parroquial y del ajuntament (Barcelona: Pere Ortega, 1906). En les seves darreries, i en homenatge al conjunt de la seva obra, l'ajuntament de Gelida el va fer "fill adoptiu de Gelida" en jubilar-se (1943), i li dedicà un cèntric carrer.

## Joan Peracaula
El seu fill, Joan Peracaula i Torelló (1905 - 28 d'agost del 1998) va ser violinista. Després d'estudiar al conservatori del Liceu (el 1926 hi obtingué la medalla de plata del vuitè curs de violí), tocà en l'Orquestra Pau Casals i els anys 1932-1936 tocà en treset amb el també violinista Domènec Ponsà i, al piano, el seu pare, Francesc Peracaula. Formà part (1959, 1965) de l'Agrupació de Cambra de l'Escola del Mar i tocà en recitals fins al 1985.